# Radostin Stojčev
Radostin Stojčev (in bulgaro Радостин Стойчев?; Sofia, 25 settembre 1969) è un allenatore di pallavolo, dirigente sportivo ed ex pallavolista bulgaro, tecnico dell'Halkbank.

## Carriera sportiva

### Giocatore
Radostin nacque in una famiglia di pallavolisti, di cui rappresenta la terza generazione. Suo padre è Svetoslav Stojčev, che vinse come allenatore la medaglia d'oro al campionato europeo juniores del 1986.
La sua carriera da giocatore, che lo vide ricoprire il ruolo di palleggiatore, iniziò in una delle più forti formazioni del suo paese, il CSKA Sofia. Nel 1990 si trasferì nel Minyor Buhovo, vincendo il campionato; l'anno successivo ritornò nel CSKA. Il resto della sua carriera lo vide girare l'Europa: Portogallo, Spagna, Austria (dove vinse campionato e Coppa nazionale) e Serbia. Gli ultimi anni li trascorse in Francia, a Chaumont e nel Tours  (dove nacque suo figlio Christian). Prima del ritiro si dedicò anche al beach volley, precisamente durante la stagione 1998-1999.

### Allenatore
Nella stagione 2003-2004 si sedette per la prima volta su una panchina come allenatore, quella dello Slavia Sofia; qui nel 2005 vinse la Coppa di Bulgaria. L'esperienza successiva lo vide come 2º allenatore della Dinamo Mosca. Nel biennio 2006-2007 vinse il campionato russo e la Coppa di Russia. Durante la sua permanenza in Russia ebbe l'opportunità di continuare ad allenare un suo connazionale e stella nascente del panorama pallavolistico europeo, Matej Kazijski (già allenato nello Slavia Sofia).
Nell'estate del 2007 approdò in Italia, ingaggiato dalla Trentino Volley, grazie all'intuito del Direttore Generale Giuseppe Cormio, lo stesso che aveva portato in Italia Julio Velasco. Questo accadde grazie ai contatti che Cormio aveva con il suo assistente, il trevigiano Sergio Busato (anche lui approdato a Trento). Con la presenza dell'allenatore bulgaro, la formazione trentina riuscì a vincere la sfida del mercato estivo e ad aggiudicarsi le prestazioni di Matej Kazijski.

Nel suo primo anno nel campionato italiano, Stojčev riuscì in un risultato insperato, facendo vincere all'Itas il primo scudetto della sua storia. Prima di lui solamente Julio Velasco era riuscito nell'impresa di vincere al suo primo anno in Italia. L'anno successivo conquistò la Champions League, anch'esso primo trionfo per la squadra trentina.
Il 2009 si aprì con il rinnovo contrattuale. L'allenatore bulgaro siederà sulla panchina della Trentino Volley fino al 2014, una durata inusuale nel mondo della pallavolo. A novembre vinse la Coppa del Mondo per club, mentre a gennaio 2010 venne conquistata la Coppa Italia. A novembre 2010 decise di accettare la proposta della federazione del suo Paese di sostituire Silvano Prandi nell'incarico di commissario tecnico della Nazionale maschile, questo senza lasciare la guida della panchina della società di Trento. La stagione 2010-2011 vide la sua squadra di club conquistare la tripletta composta da scudetto, Champions League e Mondiale per club; questi successi gli consentirono di conquistare il premio "Costa-Anderlini" come miglior allenatore del campionato italiano, diventando il primo straniero a ricevere questo riconoscimento.
Nei suoi primi mesi da CT guidò la sua Nazionale al 5º posto alla World League e al 6º posto all'Europeo in Austria e Repubblica Ceca. Il rapporto con la sua federazione nazionale si interruppe al termine del girone di qualificazione alle Olimpiadi di Londra 2012, che vide la Bulgaria sconfitta in semifinale; l'allontanamento burrascoso di Stojčev provocò accese reazioni in patria, con l'intervento anche del Primo ministro Bojko Borisov. Nonostante l'esonero il suo operato venne premiato sia in Bulgaria che in Italia, dove venne eletto Miglior allenatore per l'anno solare 2012.
Al termine della stagione 2012-2013, conclusasi con la vittoria del terzo scudetto italiano, si trasferisce in Turchia per allenare la formazione del Halkbank Spor Kulübü. Lo seguono molti dei giocatori già allenati a Trento, e conquista Supercoppa, Coppa nazionale e campionato, e viene sconfitto solamente alla finale di Champions League. Il 4 luglio 2014 viene ufficializzato il suo ritorno sulla panchina della Trentino Volley, con la quale esce sconfitto in finale di Coppa Italia e Coppa CEV vincendo però il suo 4º scudetto. Nella stagione successiva, arriva terzo in campionato e viene eliminato in semifinale scudetto da Modena, contro cui perde anche la finale di Coppa Italia. In Champions League, invece, sfiora l'impresa, arrivando in finale contro lo Zenit-Kazan e perdendo 3-2 dopo aver vinto i primi due set e aver perso ai vantaggi il quarto.
L'8 maggio 2017, dopo un anno di inattività, viene ingaggiato dal Modena Volley. Viene licenziato al termine del campionato.
Nell'estate del 2019 trova l'accordo con la BluVolley Verona. I risultati della sua prima stagione sulla panchina del club veronese sono altalenanti, ma il campionato viene sospeso a causa dello scoppio della pandemia per Covid-19. Nell'annata successiva ricrea il sodalizio con il connazionale Kazijski, che a Trento portò a molti successi. Nella stagione 2021-22 passa al Verona, che raccoglie l'eredità sportiva del suo precedente club. 
Nel marzo del 2025 si dimette per motivi personali dalla panchina del Verona per poi terminare la stagione in Turchia tornando, a distanza di undici anni, sulla panchina dell'Halkbank.

## Palmarès

### Club

#### Giocatore
- Campionato bulgaro: 1

1990-91
- Campionato austriaco: 1

1996-97
- Coppa di Bulgaria: 1

1992-93
- Coppa d'Austria: 1

1996-97

#### Allenatore
- Campionato italiano: 4

2007-08, 2010-11, 2012-13, 2014-15
- Campionato turco: 1

2013-14
- Coppa di Bulgaria: 1

2004-05
- Coppa di Russia: 1

2006
- Coppa Italia: 3

2009-10, 2011-12, 2012-13
- Coppa di Turchia: 1

2013-14
- Supercoppa italiana: 1

2011
- Supercoppa turca: 1

2013
- CEV Champions League: 3

2008-09, 2009-10, 2010-11
- Campionato mondiale per club: 4

2009, 2010, 2011, 2012

### Premi individuali
- 2010 - Bulgaria: Miglior allenatore dell'anno[8]
- 2011 - Serie A1: Premio "Costa-Aderlini" - Miglior allenatore della Serie A1[15]
- 2011: "Panchina D.o.c." 2011 del Triveneto[16]
- 2011 - Bulgaria: Miglior allenatore dell'anno[8]
- 2012 - Bulgaria: Miglior allenatore dell'anno[8]
- 2012 - Italia: Miglior allenatore dell'anno[9]
- 2015 - Superlega: Miglior allenatore

## Carriera imprenditoriale
Nonostante gli impegni del mondo pallavolistico, fin da giovane ha svolto diversi lavori. Dopo aver fatto il broker e aver gestito una catena di ristoranti ha aperto, con il suo socio Tsvetan Chochev, una catena di lavanderie. L'attività imprenditoriale, dal nome Eco Clean, conta in Bulgaria 4 lavanderie, 3 delle quali nella capitale Sofia. Nel mese di febbraio del 2010 Stojčev espresse il desiderio di espandere la propria attività anche fuori dai confini bulgari. La nuova attività ha trovato sede nella zona meridionale di Trento, ed è stata inaugurata nel mese di maggio.
Dopo una lunga progettazione assieme all'atleta Matej Kazijski, il 9 gennaio 2016 ha inaugurato a Sofia la "Scuola di pallavolo Stoytchev-Kaziyski", una struttura di formazione sportiva dedicata a 110 ragazzi bulgari.